# Нойнер, Даниэль
Даниэ́ль Но́йнер (нем. Daniel Neuner; род. 25 октября 1987, Гармиш-Партенкирхен, Бавария) — немецкий кёрлингист.

## Достижения
- Чемпионат Германии по кёрлингу среди мужчин: серебро (2013, 2014).
- Зимний Европейский юношеский Олимпийский фестиваль: бронза (2005).
- Первенство Европы по кёрлингу среди юниоров: золото (2007).

## Команды
| Сезон   | Четвёртый        | Третий            | Второй            | Первый           | Запасной                                        | Турниры                       |
| ------- | ---------------- | ----------------- | ----------------- | ---------------- | ----------------------------------------------- | ----------------------------- |
| 2005    | Нико Эрлевайн    | Даниэль Нойнер    | Флориан Цалер     | Свен Раушер      | Константин Харш тренер: Хольгер Шефер           | ЗЕЮОФ 2005                    |
| 2007    | Даниэль Нойнер   | Флориан Цалер     | Йоханнес Глейзер  | Доминик Грайндль | Габор Денеш (ЧМЮ) тренер: Райнер Шёпп           | ПЕЮ 2007 · ЧМЮ 2007 (8 место) |
| 2008    | Даниэль Нойнер   | Флориан Цалер     | Йоханнес Глейзер  | Доминик Грайндль | Джордж Гейгер тренер: Райнер Шёпп               | ЧМЮ 2008 (6 место)            |
| 2008—09 | Даниэль Нойнер   | Флориан Цалер     | Доминик Грайндль  | Лейнс Лаутербах  | Джордж Гейгер                                   |                               |
| 2009—10 | Даниэль Нойнер   | Флориан Цалер     | Доминик Грайндль  | Лейнс Лаутербах  | Джордж Гейгер                                   |                               |
| 2010—11 | Даниэль Нойнер   | Флориан Цалер     | Доминик Грайндль  | Лейнс Лаутербах  |                                                 |                               |
| 2011—12 | Андреас Ланг     | Даниэль Херберг   | Маркус Мессенцель | Даниэль Нойнер   | Андреас Кемпф                                   |                               |
| 2012—13 | Андреас Ланг     | Даниэль Херберг   | Маркус Мессенцель | Даниэль Нойнер   | Андреас Кемпф тренеры: Анди Капп, Мартин Байзер | ЧЕ 2012 (9 место)             |
| 2013    | Даниэль Херберг  | Маркус Мессенцель | Даниэль Нойнер    | Андреас Кемпф    |                                                 | ЧГМ 2013                      |
| 2013—14 | Константин Кемпф | Даниэль Нойнер    | Александр Кемпф   | Доминик Грайндль | Себастьян Джейкоби                              | ЧГМ 2014                      |
| 2014—15 | Даниэль Нойнер   | Константин Кемпф  | Александр Кемпф   | Доминик Грайндль | Себастьян Джейкоби                              |                               |
| 2018—19 | Марк Мускатевиц  | Сикстен Тотцек    | Даниэль Нойнер    | Райан Шеррард    | Себастьян Швейцер тренер: Мартин Байзер         | ЧЕ 2018 (4 место)             |
| 2018—19 | Марк Мускатевиц  | Даниэль Нойнер    | Доминик Грайндль  | Райан Шеррард    | Беньямин Капп тренер: Анди Капп                 | ЧМ 2019 (8 место)             |

(скипы выделены полужирным шрифтом)